# Pertti Lehikoinen
Pertti Lehikoinen (Helsinki, Finland, 19 maart 1952) is een Fins grootmeester in het correspondentieschaak. Hij won het 20ste wereldkampioenschap correspondentieschaak (25 oktober 2004 - 20 februari 2011).